# 復讐のシャドー・コップ
「復讐のシャドー・コップ」（The Dancer's Touch）は、テレビシリーズ『B.L.ストライカー』のエピソード。

## ストーリー
フロリダ州では若い女性が何者かに縛られ謎の儀式をやられるという事件が立て続けに発生していた。そしてパームビーチで大富豪の令嬢ジェシカ・ホディングが被害に遭う。元刑事のB.L.ストライカーは、クルーザーの修理を頼まれていたリン・エリングスワースから離婚したキンバリーとの仲を尋ねられる。言葉を濁した彼がキンバリーの家に向かうために車に乗ろうとしたとき、インクイジターという雑誌の記者だと名乗るレン・スタラットから質問を受ける。相手をしたくないストライカーは早くその場を去ろうとするが、レンからストライカーがニューオリンズに勤務していたときに停職処分を受けるきっかけとなった事件と似たことが起きたと言われ考え込む。すると彼から一緒に組むよう誘われるが、興味がないと断りキンバリーの元に向かう。
新しい相手と結婚したキンバリーの豪邸に着いたストライカーは、リンに余計なことを話さないよう伝える。その後マッギー署長に呼び出されたストライカーは、彼から女性襲撃事件のことを聞かされ協力を求められるが拒否する。旧友のオズがトレーニングをしているジムに来たストライカーは、彼に事件の相談をすると逃げたくないなら解決するべきだと言われる。夜に港でまた若い女性が襲撃され、翌日ストライカーは港に警察が来ているのを見つけ事件を知る。警察署に来た彼は事件についてマッギー署長と話していると、署長からそこに到着した精神科医のダイアン・マッギー医師を紹介される。帰り際に待ち伏せしていたレンと会ったストライカーは、組むことをしつこく迫る彼を追い払う。そしてストライカーは犯人を見つけるため調査を進めるうちに、デッカー医師と親密な関係になっていく。

## キャスト
- ストライカー - バート・レイノルズ（日本語吹替：宍戸錠）
- オズ - オジー・デイヴィス（日本語吹替：石田太郎）
- ダイアン・デッカー - ヘレン・シェイヴァー（日本語吹替：達依久子）
- レン・スタラット - デヴィッド・ハント（日本語吹替：江原正士）
- リン・エリングスワース - クリスティ・スワンソン（日本語吹替：さとうあい）
- マッギー署長 - マイケル・O・スミス（日本語吹替：内海賢二）
- クレイトン - エイブ・ヴィゴダ
- キンバリー - リタ・モレノ（日本語吹替：弥永和子）

※日本語吹替：初回放送1991年7月26日 日本テレビ 『金曜ロードショー』版

## スタッフ
- 監督：ウィリアム・A・フレイカー
- 脚本：レオン・ピードモント、ウォルター・クレンハード、クリストファー・アボット
- 原案：レオン・ピードモント
- 製作：アラン・バーネット
- 製作総指揮：トム・セレック
- 撮影監督：ニック・マクリーン
- プロダクションデザイナー：ディーン・エドワード・ミズナー
- 編集：ダグラス・アイボールド、カール・クレス、スティーヴン・ラヴジョイ
- 衣裳デザイン：ノーマン・ソーリング
- 音楽：マイク・ポスト